# Brachyctenistis
Brachyctenistis là một chi bướm đêm thuộc họ Geometridae.